# أرنولد تاكر
أرنولد تاكر (بالإنجليزية: Arnold Tucker)‏ هو ضابط أمريكي، ولد في 5 يناير 1924 في كالهون في الولايات المتحدة.